# Спортивный центр Жёлтого Дракона
Спортивный центр Жёлтого Дракона (кит. упр. 杭州黄龙体育中心) — многофункциональный спортивный комплекс в Ханчжоу, провинция Чжэцзян, КНР. Используется для крупных событий, в частности, культурных и музыкальных мероприятий. Расположен в центре города.
Центральной частью спортивного центра является стадион. В настоящее время он используется для проведения футбольных матчей. Вмещает 51,000 зрителей. Является домашним стадионом для футбольной команды китайской Суперлиги «Ханчжоу Гринтаун».
Кроме собственно стадиона, на котором расположены беговые дорожки, есть внешние тренировочные футбольные поля, отель, пресс-центр, а также другие здания для занятий ритмической гимнастикой, теннисом, дайвингом и шахматами.

## История
Стадион создавался в 1997—2003 годах. В 2000 году была установлена максимальная вместимость — 51 тыс.зрителей. Использовался для проведения домашних матчей «Ханчжоу Гринтаун». В сентябре 2007 года на стадионе проводились матчи Чемпионата мира по футболу среди женщин — на групповом этапе и полуфинальная игра Бразилия-США. ФИФА присвоила стадиону название Ханчжоу Дрэгон Стэдиум

## Особенности
Стадион круглый, частично закрыт крышей (места для зрителей), крыша поддерживается двумя башнями, расположенными на противоположных сторонах стадиона.